# 徐西鹏
徐西鹏（1965年6月—），男，汉族，浙江温州人，中华人民共和国政治人物。现任华侨大学党委书记，教授，博士生导师。第十三、十四届全国政协委员。